# 寰宇影片發行
寰宇影片發行（英語：Universe Films Distribution）是寰宇娛樂文化旗下子公司，業務包括電影及電視劇製作、影片及錄像發行。

## 歷史
2017年以大約1.79億元人民幣出售電影資料庫給視頻網站北京愛奇藝科技有限公司，涉及202部電影，《三岔口》、《C+偵探》、《同謀》、《掃毒》以至舞台劇《南海十三郎》，甚至包括李小龍的電影《龍爭虎鬥》。完成交易之後，以上電影連同《機動部隊—同袍》和《文雀》，以至《我老婆唔夠秤》、《黑白道》，都收歸愛奇藝旗下。

## 外部連結
- 香港影庫上《寰宇影片發行》的資料（繁體中文）
- 寰宇影片的Facebook專頁
- 寰宇影片的新浪微博
- YouTube上的寰宇影片頻道